# Tour d'Oman 2014
La 5e édition du Tour d'Oman a eu lieu du 18 au 23 février 2014. La course fait partie du calendrier UCI Asia Tour 2014 en catégorie 2.HC.
L'épreuve a été remportée une deuxième fois par le tenant du titre le Britannique Christopher Froome (Sky), vainqueur de la cinquième étape. Il devance l'Américain Tejay van Garderen (BMC Racing) de 26 s et le Colombien Rigoberto Urán (Omega Pharma-Quick Step) de 31 s,,,.
L'Allemand André Greipel (Lotto-Belisol), vainqueur de trois étapes, s'empare du classement par points alors que le Français Romain Bardet (AG2R La Mondiale) termine meilleur jeune de l'épreuve. Le Belge Preben Van Hecke (Topsport Vlaanderen-Baloise) remporte le prix de la combativité tandis que la formation britannique Sky de Froome triomphe du classement par équipes.

## Présentation
,,

### Parcours
,,,,

### Équipes
Classé en catégorie 2.HC de l'UCI Asia Tour, le Tour d'Oman est par conséquent ouvert aux UCI ProTeams dans la limite de 65 % des équipes participantes, aux équipes continentales professionnelles, aux équipes continentales et aux équipes nationales.
L'organisateur Amaury Sport Organisation a communiqué la liste des équipes invitées le 22 janvier 2014. 18 équipes participent à ce Tour d'Oman - 13 ProTeams et 5 équipes continentales professionnelles :
| Nom de l'équipe         | Pays        | Code |
| ----------------------- | ----------- | ---- |
| AG2R La Mondiale        | France      | ALM  |
| Astana                  | Kazakhstan  | AST  |
| Belkin                  | Pays-Bas    | BEL  |
| BMC Racing              | États-Unis  | BMC  |
| Cannondale              | Italie      | CAN  |
| FDJ.fr                  | France      | FDJ  |
| Katusha                 | Russie      | KAT  |
| Lotto-Belisol           | Belgique    | LTB  |
| Omega Pharma-Quick Step | Belgique    | OPQ  |
| Orica-GreenEDGE         | Australie   | OGE  |
| Sky                     | Royaume-Uni | SKY  |
| Tinkoff-Saxo            | Russie      | TCS  |
| Trek Factory Racing     | États-Unis  | TFR  |

| Nom de l'équipe             | Pays       | Code |
| --------------------------- | ---------- | ---- |
| Bardiani CSF                | Italie     | BAR  |
| IAM                         | Suisse     | IAM  |
| NetApp-Endura               | Allemagne  | TNE  |
| Topsport Vlaanderen-Baloise | Belgique   | TSV  |
| UnitedHealthcare            | États-Unis | UHC  |

### Favoris
,,,,,,,,,,,,,,,,,,,,,,,,,,,,

## Étapes
| Étape     | Date       | Villes étapes                        |  | Distance (km) | Vainqueur d’étape  | Leader du classement général |
| --------- | ---------- | ------------------------------------ |  | ------------- | ------------------ | ---------------------------- |
| 1re étape | 18 février | As Suwayq Castle - Naseem Garden     |  | 164,5         | André Greipel      | André Greipel                |
| 2e étape  | 19 février | Al Bustan - Quriyat                  |  | 139           | Alexander Kristoff | Leigh Howard                 |
| 3e étape  | 20 février | Bank Muscat - Al Bustan              |  | 145           | André Greipel      | André Greipel                |
| 4e étape  | 21 février | Wadi Al Abiyad - Ministry of Housing |  | 173           | Peter Sagan        | Peter Sagan                  |
| 5e étape  | 22 février | Bidbid - Jabal Al Akhdhar            |  | 147,5         | Christopher Froome | Christopher Froome           |
| 6e étape  | 23 février | As Sifah - Corniche de Matrah        |  | 146,5         | André Greipel      | Christopher Froome           |

## Déroulement de la course

### 1reétape
18 équipes inscrivent 8 coureurs sauf la formation italienne Bardiani CSF qui n'en compte que 7. De plus un coureur est non-partant avant le début de l'épreuve : le Français Thibaut Pinot (FDJ.fr). 142 coureurs sont donc au départ de la course,,,.
|    | Coureur             | Équipe                      |    | Temps           |
| -- | ------------------- | --------------------------- | -- | --------------- |
| 1  | André Greipel       | Lotto-Belisol               | en | 4 h 03 min 31 s |
| 2  | Leigh Howard        | Orica-GreenEDGE             | +  | m.t             |
| 3  | Nicola Ruffoni      | Bardiani CSF                |    | m.t             |
| 4  | Nacer Bouhanni      | FDJ.fr                      |    | m.t             |
| 5  | Tom Boonen          | Omega Pharma-Quick Step     |    | m.t             |
| 6  | Michael Van Staeyen | Topsport Vlaanderen-Baloise |    | m.t             |
| 7  | Barry Markus        | Belkin                      |    | m.t             |
| 8  | Steve Chainel       | AG2R La Mondiale            |    | m.t             |
| 9  | Alexander Kristoff  | Katusha                     |    | m.t             |
| 10 | Borut Božič         | Astana                      |    | m.t             |

|    | Coureur            | Équipe                      |    | Temps           |
| -- | ------------------ | --------------------------- | -- | --------------- |
| 1  | André Greipel      | Lotto-Belisol               | en | 4 h 03 min 21 s |
| 2  | Leigh Howard       | Orica-GreenEDGE             | +  | 4 s             |
| 3  | Nicola Ruffoni     | Bardiani CSF                |    | 6 s             |
| 4  | Preben Van Hecke   | Topsport Vlaanderen-Baloise |    | 6 s             |
| 5  | Niki Terpstra      | Omega Pharma-Quick Step     |    | 7 s             |
| 6  | Nicola Boem        | Bardiani CSF                |    | 7 s             |
| 7  | Stijn Devolder     | Trek Factory Racing         |    | 9 s             |
| 8  | Alessandro Bazzana | UnitedHealthcare            |    | 9 s             |
| 9  | Nacer Bouhanni     | FDJ.fr                      |    | 10 s            |
| 10 | Tom Boonen         | Omega Pharma-Quick Step     |    | 10 s            |

### 2eétape
,,,,
|    | Coureur              | Équipe                      |    | Temps           |
| -- | -------------------- | --------------------------- | -- | --------------- |
| 1  | Alexander Kristoff   | Katusha                     | en | 3 h 12 min 01 s |
| 2  | Leigh Howard         | Orica-GreenEDGE             | +  | m.t             |
| 3  | Tom Boonen           | Omega Pharma-Quick Step     |    | m.t             |
| 4  | Robert Förster       | UnitedHealthcare            |    | m.t             |
| 5  | Nacer Bouhanni       | FDJ.fr                      |    | m.t             |
| 6  | Nicola Ruffoni       | Bardiani CSF                |    | m.t             |
| 7  | Pieter Vanspeybrouck | Topsport Vlaanderen-Baloise |    | m.t             |
| 8  | Marcus Burghardt     | BMC Racing                  |    | m.t             |
| 9  | Matteo Trentin       | Omega Pharma-Quick Step     |    | m.t             |
| 10 | Sam Bennett          | NetApp-Endura               |    | m.t             |

|    | Coureur            | Équipe                      |    | Temps           |
| -- | ------------------ | --------------------------- | -- | --------------- |
| 1  | Leigh Howard       | Orica-GreenEDGE             | en | 7 h 15 min 20 s |
| 2  | Alexander Kristoff | Katusha                     | +  | 2 s             |
| 3  | André Greipel      | Lotto-Belisol               |    | 2 s             |
| 4  | Preben Van Hecke   | Topsport Vlaanderen-Baloise |    | 2 s             |
| 5  | Tom Boonen         | Omega Pharma-Quick Step     |    | 8 s             |
| 6  | Nicola Ruffoni     | Bardiani CSF                |    | 8 s             |
| 7  | Paolo Colonna      | Bardiani CSF                |    | 8 s             |
| 8  | Nicola Boem        | Bardiani CSF                |    | 9 s             |
| 9  | Tony Gallopin      | Lotto-Belisol               |    | 11 s            |
| 10 | Stijn Devolder     | Trek Factory Racing         |    | 11 s            |

### 3eétape
,,,
|    | Coureur           | Équipe                  |    | Temps           |
| -- | ----------------- | ----------------------- | -- | --------------- |
| 1  | André Greipel     | Lotto-Belisol           | en | 3 h 29 min 08 s |
| 2  | Peter Sagan       | Cannondale              | +  | m.t             |
| 3  | Nacer Bouhanni    | FDJ.fr                  |    | m.t             |
| 4  | Ben Swift         | Sky                     |    | m.t             |
| 5  | Paolo Colonna     | Bardiani CSF            |    | m.t             |
| 6  | Zdeněk Štybar     | Omega Pharma-Quick Step |    | m.t             |
| 7  | Francesco Gavazzi | Astana                  |    | m.t             |
| 8  | Zakkari Dempster  | NetApp-Endura           |    | m.t             |
| 9  | Matteo Trentin    | Omega Pharma-Quick Step |    | m.t             |
| 10 | Enrico Battaglin  | Bardiani CSF            |    | m.t             |

|    | Coureur            | Équipe                  |    | Temps            |
| -- | ------------------ | ----------------------- | -- | ---------------- |
| 1  | André Greipel      | Lotto-Belisol           | en | 10 h 44 min 20 s |
| 2  | Leigh Howard       | Orica-GreenEDGE         | +  | 8 s              |
| 3  | Alexander Kristoff | Katusha                 |    | 10 s             |
| 4  | Peter Sagan        | Cannondale              |    | 14 s             |
| 5  | Nacer Bouhanni     | FDJ.fr                  |    | 16 s             |
| 6  | Tom Boonen         | Omega Pharma-Quick Step |    | 16 s             |
| 7  | Tony Gallopin      | Lotto-Belisol           |    | 19 s             |
| 8  | Alessandro Bazzana | UnitedHealthcare        |    | 19 s             |
| 9  | Ben Swift          | Sky                     |    | 20 s             |
| 10 | Daniele Bennati    | Tinkoff-Saxo            |    | 20 s             |

### 4eétape
,,,,
|    | Coureur           | Équipe                  |    | Temps           |
| -- | ----------------- | ----------------------- | -- | --------------- |
| 1  | Peter Sagan       | Cannondale              | en | 4 h 02 min 20 s |
| 2  | Rigoberto Urán    | Omega Pharma-Quick Step | +  | 0 s             |
| 3  | Vincenzo Nibali   | Astana                  |    | 2 s             |
| 4  | Daryl Impey       | Orica-GreenEDGE         |    | 2 s             |
| 5  | Tony Gallopin     | Lotto-Belisol           |    | 2 s             |
| 6  | Daniel Moreno     | Katusha                 |    | 2 s             |
| 7  | Francesco Gavazzi | Astana                  |    | 2 s             |
| 8  | Zdeněk Štybar     | Omega Pharma-Quick Step |    | 2 s             |
| 9  | Thomas Lövkvist   | IAM                     |    | 2 s             |
| 10 | Moreno Moser      | Cannondale              |    | 2 s             |

|    | Coureur            | Équipe                  |    | Temps            |
| -- | ------------------ | ----------------------- | -- | ---------------- |
| 1  | Peter Sagan        | Cannondale              | en | 14 h 46 min 44 s |
| 2  | Rigoberto Urán     | Omega Pharma-Quick Step | +  | 10 s             |
| 3  | Vincenzo Nibali    | Astana                  |    | 14 s             |
| 4  | Tony Gallopin      | Lotto-Belisol           |    | 17 s             |
| 5  | Daryl Impey        | Orica-GreenEDGE         |    | 18 s             |
| 6  | Francesco Gavazzi  | Astana                  |    | 18 s             |
| 7  | Roman Kreuziger    | Tinkoff-Saxo            |    | 18 s             |
| 8  | Christopher Froome | Sky                     |    | 18 s             |
| 9  | Tejay van Garderen | BMC Racing              |    | 18 s             |
| 10 | Robert Gesink      | Belkin                  |    | 18 s             |

### 5eétape
,,,,
|    | Coureur            | Équipe                  |    | Temps           |
| -- | ------------------ | ----------------------- | -- | --------------- |
| 1  | Christopher Froome | Sky                     | en | 3 h 49 min 53 s |
| 2  | Tejay van Garderen | BMC Racing              | +  | 22 s            |
| 3  | Rigoberto Urán     | Omega Pharma-Quick Step |    | 33 s            |
| 4  | Joaquim Rodríguez  | Katusha                 |    | 38 s            |
| 5  | Robert Gesink      | Belkin                  |    | 47 s            |
| 6  | Domenico Pozzovivo | AG2R La Mondiale        |    | 51 s            |
| 7  | Arnold Jeannesson  | FDJ.fr                  |    | 56 s            |
| 8  | Romain Bardet      | AG2R La Mondiale        |    | 59 s            |
| 9  | Sergio Henao       | Sky                     |    | 1 min 09 s      |
| 10 | Roman Kreuziger    | Tinkoff-Saxo            |    | 1 min 15 s      |

|    | Coureur            | Équipe                  |    | Temps            |
| -- | ------------------ | ----------------------- | -- | ---------------- |
| 1  | Christopher Froome | Sky                     | en | 18 h 36 min 45 s |
| 2  | Tejay van Garderen | BMC Racing              | +  | 26 s             |
| 3  | Rigoberto Urán     | Omega Pharma-Quick Step |    | 31 s             |
| 4  | Joaquim Rodríguez  | Katusha                 |    | 48 s             |
| 5  | Robert Gesink      | Belkin                  |    | 57 s             |
| 6  | Domenico Pozzovivo | AG2R La Mondiale        |    | 1 min 01 s       |
| 7  | Sergio Henao       | Sky                     |    | 1 min 19 s       |
| 8  | Roman Kreuziger    | Tinkoff-Saxo            |    | 1 min 25 s       |
| 9  | Johann Tschopp     | IAM                     |    | 1 min 32 s       |
| 10 | Daniel Moreno      | Katusha                 |    | 1 min 34 s       |

### 6eétape
,,,,,,
|    | Coureur            | Équipe                  |    | Temps           |
| -- | ------------------ | ----------------------- | -- | --------------- |
| 1  | André Greipel      | Lotto-Belisol           | en | 3 h 25 min 41 s |
| 2  | Nacer Bouhanni     | FDJ.fr                  | +  | m.t             |
| 3  | Sam Bennett        | NetApp-Endura           |    | m.t             |
| 4  | Alexander Kristoff | Katusha                 |    | m.t             |
| 5  | Michael Mørkøv     | Tinkoff-Saxo            |    | m.t             |
| 6  | Filippo Fortin     | Bardiani CSF            |    | m.t             |
| 7  | Matteo Trentin     | Omega Pharma-Quick Step |    | m.t             |
| 8  | Jens Keukeleire    | Orica-GreenEDGE         |    | m.t             |
| 9  | Borut Božič        | Astana                  |    | m.t             |
| 10 | Peter Sagan        | Cannondale              |    | m.t             |

|    | Coureur            | Équipe                  |    | Temps            |
| -- | ------------------ | ----------------------- | -- | ---------------- |
| 1  | Christopher Froome | Sky                     | en | 22 h 02 min 26 s |
| 2  | Tejay van Garderen | BMC Racing              | +  | 26 s             |
| 3  | Rigoberto Urán     | Omega Pharma-Quick Step |    | 31 s             |
| 4  | Joaquim Rodríguez  | Katusha                 |    | 48 s             |
| 5  | Robert Gesink      | Belkin                  |    | 57 s             |
| 6  | Domenico Pozzovivo | AG2R La Mondiale        |    | 1 min 01 s       |
| 7  | Sergio Henao       | Sky                     |    | 1 min 19 s       |
| 8  | Roman Kreuziger    | Tinkoff-Saxo            |    | 1 min 25 s       |
| 9  | Johann Tschopp     | IAM                     |    | 1 min 32 s       |
| 10 | Daniel Moreno      | Katusha                 |    | 1 min 34 s       |

## Classements finals

### Classement général
|    | Cycliste           | Pays        | Équipe                  |    | Temps            |
| -- | ------------------ | ----------- | ----------------------- | -- | ---------------- |
| 1  | Christopher Froome | Royaume-Uni | Sky                     | en | 22 h 02 min 26 s |
| 2  | Tejay van Garderen | États-Unis  | BMC Racing              | +  | 26 s             |
| 3  | Rigoberto Urán     | Colombie    | Omega Pharma-Quick Step |    | 31 s             |
| 4  | Joaquim Rodríguez  | Espagne     | Katusha                 |    | 48 s             |
| 5  | Robert Gesink      | Pays-Bas    | Belkin                  |    | 57 s             |
| 6  | Domenico Pozzovivo | Italie      | AG2R La Mondiale        |    | 1 min 01 s       |
| 7  | Sergio Henao       | Colombie    | Sky                     |    | 1 min 19 s       |
| 8  | Roman Kreuziger    | Tchéquie    | Tinkoff-Saxo            |    | 1 min 25 s       |
| 9  | Johann Tschopp     | Suisse      | IAM                     |    | 1 min 32 s       |
| 10 | Daniel Moreno      | Espagne     | Katusha                 |    | 1 min 34 s       |

### Classements annexes
|   | Cycliste       | Équipe        | Points |
| - | -------------- | ------------- | ------ |
| 1 | André Greipel  | Lotto-Belisol | 45     |
| 2 | Nacer Bouhanni | FDJ.fr        | 34     |
| 3 | Peter Sagan    | Cannondale    | 28     |

|   | Cycliste         | Équipe           |    | Temps            |
| - | ---------------- | ---------------- | -- | ---------------- |
| 1 | Romain Bardet    | AG2R La Mondiale | en | 22 h 04 min 19 s |
| 2 | Kenny Elissonde  | FDJ.fr           | +  | 52 s             |
| 3 | David de la Cruz | NetApp-Endura    |    | 1 min 17 s       |

|   | Cycliste         | Équipe                      | Points |
| - | ---------------- | --------------------------- | ------ |
| 1 | Preben Van Hecke | Topsport Vlaanderen-Baloise | 21     |
| 2 | Jelle Wallays    | Topsport Vlaanderen-Baloise | 15     |
| 3 | Nicola Boem      | Bardiani CSF                | 13     |

|   | Équipe           | Pays        |    | Temps            |
| - | ---------------- | ----------- | -- | ---------------- |
| 1 | Sky              | Royaume-Uni | en | 66 h 11 min 00 s |
| 2 | IAM              | Suisse      | +  | 2 min 30 s       |
| 3 | AG2R La Mondiale | France      |    | 3 min 02 s       |

## Évolution des classements
| Étape              | Vainqueur          | Classement général | Classement par points | Classement du meilleur jeune | Classement de la combativité | Classement par équipes      |
| ------------------ | ------------------ | ------------------ | --------------------- | ---------------------------- | ---------------------------- | --------------------------- |
| 1                  | André Greipel      | André Greipel      | André Greipel         | Leigh Howard                 | Preben Van Hecke             | Topsport Vlaanderen-Baloise |
| 2                  | Alexander Kristoff | Leigh Howard       | Leigh Howard          | Leigh Howard                 | Preben Van Hecke             | Topsport Vlaanderen-Baloise |
| 3                  | André Greipel      | André Greipel      | André Greipel         | Leigh Howard                 | Preben Van Hecke             | Omega Pharma-Quick Step     |
| 4                  | Peter Sagan        | Peter Sagan        | André Greipel         | Peter Sagan                  | Jelle Wallays                | Orica-GreenEDGE             |
| 5                  | Christopher Froome | Christopher Froome | André Greipel         | Romain Bardet                | Preben Van Hecke             | Sky                         |
| 6                  | André Greipel      | Christopher Froome | André Greipel         | Romain Bardet                | Preben Van Hecke             | Sky                         |
| Classements finals | Classements finals | Christopher Froome | André Greipel         | Romain Bardet                | Preben Van Hecke             | Sky                         |

## Liste des participants
- Liste de départ complète

| Légende | Légende                                                                                                  | Légende | Légende                                                                                         |
| ------- | --- | ------- | ----------------------------------------------------------------------------------------------- |
| Num     | Dossard de départ porté par le coureur sur ce Tour d'Oman                                                | Pos     | Position finale au classement général                                                           |
|         | Indique le vainqueur du classement général                                                               |         | Indique le vainqueur du classement par points                                                   |
|         | Indique le vainqueur du classement du meilleur jeune                                                     |         | Indique le vainqueur du classement de la combativité                                            |
|         | Indique un maillot de champion national ou mondial, suivi de sa spécialité                               | #       | Indique la meilleure équipe                                                                     |
| NP      | Indique un coureur qui n'a pas pris le départ d'une étape, suivi du numéro de l'étape où il s'est retiré | AB      | Indique un coureur qui n'a pas terminé une étape, suivi du numéro de l'étape où il s'est retiré |
| HD      | Indique un coureur qui a terminé une étape hors des délais, suivi du numéro de l'étape                   | *       | Indique un coureur en lice pour le maillot blanc (coureurs nés après le 1er janvier 1989)       |

| Sky # SKY | Sky # SKY                 | Sky # SKY |
| --------- | ------------------------- | --------- |
| Num       | Coureur                   | Pos       |
| 1         | Christopher Froome (GBR)  | 1er       |
| 2         | Dario Cataldo (ITA)       | 64e       |
| 3         | Sergio Henao (COL)        | 7e        |
| 4         | David López García (ESP)  | 30e       |
| 5         | Mikel Nieve (ESP)         | 20e       |
| 6         | Danny Pate (USA)          | 122e      |
| 7         | Kanstantsin Siutsou (BLR) | 84e       |
| 8         | Ben Swift (GBR)           | 97e       |

| Katusha KAT | Katusha KAT                     | Katusha KAT |
| ----------- | ------------------------------- | ----------- |
| Num         | Coureur                         | Pos         |
| 11          | Joaquim Rodríguez (ESP)         | 4e          |
| 12          | Vladimir Isaychev (RUS) (Route) | 108e        |
| 13          | Alexander Kristoff (NOR)        | 115e        |
| 14          | Aliaksandr Kuschynski (BLR)     | 63e         |
| 15          | Viatcheslav Kouznetsov (RUS)*   | 95e         |
| 16          | Daniel Moreno (ESP)             | 10e         |
| 17          | Rüdiger Selig (GER)*            | 125e        |
| 18          | Gatis Smukulis (LAT)            | 55e         |

| Astana AST | Astana AST              | Astana AST |
| ---------- | ----------------------- | ---------- |
| Num        | Coureur                 | Pos        |
| 21         | Vincenzo Nibali (ITA)   | 12e        |
| 22         | Valerio Agnoli (ITA)    | 26e        |
| 23         | Borut Božič (SLO)       | 117e       |
| 24         | Francesco Gavazzi (ITA) | 41e        |
| 25         | Evan Huffman (USA)*     | 123e       |
| 26         | Maxim Iglinskiy (KAZ)   | AB-6       |
| 27         | Dmitriy Muravyev (KAZ)  | AB-6       |
| 28         | Lieuwe Westra (NED)     | 91e        |

| Trek Factory Racing TFR | Trek Factory Racing TFR       | Trek Factory Racing TFR |
| ----------------------- | ----------------------------- | ----------------------- |
| Num                     | Coureur                       | Pos                     |
| 31                      | Fabian Cancellara (SUI)       | 31e                     |
| 32                      | Stijn Devolder (BEL)          | 89e                     |
| 33                      | Yaroslav Popovych (UKR)       | 70e                     |
| 34                      | Grégory Rast (SUI)            | 81e                     |
| 35                      | Hayden Roulston (NZL) (Route) | 85e                     |
| 36                      | Andy Schleck (LUX)            | 72e                     |
| 37                      | Fränk Schleck (LUX)           | 19e                     |
| 38                      | Jesse Sergent (NZL)           | 47e                     |

| Cannondale CAN | Cannondale CAN             | Cannondale CAN |
| -------------- | -------------------------- | -------------- |
| Num            | Coureur                    | Pos            |
| 41             | Peter Sagan (SVK)* (Route) | 49e            |
| 42             | Alessandro De Marchi (ITA) | 29e            |
| 43             | Oscar Gatto (ITA)          | 69e            |
| 44             | Michel Koch (GER)*         | 74e            |
| 45             | Kristjan Koren (SLO)       | 52e            |
| 46             | Paolo Longo Borghini (ITA) | 73e            |
| 47             | Alan Marangoni (ITA)       | 80e            |
| 48             | Moreno Moser (ITA)*        | 48e            |

| BMC Racing BMC | BMC Racing BMC              | BMC Racing BMC |
| -------------- | --------------------------- | -------------- |
| Num            | Coureur                     | Pos            |
| 51             | Philippe Gilbert (BEL)      | 53e            |
| 52             | Marcus Burghardt (GER)      | 92e            |
| 53             | Martin Kohler (SUI)         | 98e            |
| 54             | Dominik Nerz (GER)*         | 25e            |
| 55             | Michael Schär (SUI) (Route) | 42e            |
| 56             | Greg Van Avermaet (BEL)     | 54e            |
| 57             | Tejay van Garderen (USA)    | 2e             |
| 58             | Peter Velits (SVK)          | 27e            |

| Omega Pharma-Quick Step OPQ | Omega Pharma-Quick Step OPQ     | Omega Pharma-Quick Step OPQ |
| --------------------------- | ------------------------------- | --------------------------- |
| Num                         | Coureur                         | Pos                         |
| 61                          | Tom Boonen (BEL)                | 78e                         |
| 62                          | Gert Steegmans (BEL)            | AB-6                        |
| 63                          | Zdeněk Štybar (CZE)             | 32e                         |
| 64                          | Niki Terpstra (NED)             | 88e                         |
| 65                          | Matteo Trentin (ITA)*           | 83e                         |
| 66                          | Rigoberto Urán (COL)            | 3e                          |
| 67                          | Guillaume Van Keirsbulck (BEL)* | 101e                        |
| 68                          | Stijn Vandenbergh (BEL)         | 34e                         |

| Lotto-Belisol LTB | Lotto-Belisol LTB           | Lotto-Belisol LTB |
| ----------------- | --------------------------- | ----------------- |
| Num               | Coureur                     | Pos               |
| 71                | André Greipel (GER) (Route) | 94e               |
| 72                | Lars Ytting Bak (DEN)       | 22e               |
| 73                | Gert Dockx (BEL)            | 112e              |
| 74                | Tony Gallopin (FRA)         | 45e               |
| 75                | Pim Ligthart (NED)          | 33e               |
| 76                | Jürgen Roelandts (BEL)      | 93e               |
| 77                | Marcel Sieberg (GER)        | 124e              |
| 78                | Jurgen Van den Broeck (BEL) | 16e               |

| AG2R La Mondiale ALM | AG2R La Mondiale ALM     | AG2R La Mondiale ALM |
| -------------------- | ------------------------ | -------------------- |
| Num                  | Coureur                  | Pos                  |
| 81                   | Domenico Pozzovivo (ITA) | 6e                   |
| 82                   | Romain Bardet (FRA)*     | 13e                  |
| 83                   | Steve Chainel (FRA)      | 28e                  |
| 84                   | Damien Gaudin (FRA)      | 128e                 |
| 85                   | Blel Kadri (FRA)         | 51e                  |
| 86                   | Sébastien Minard (FRA)   | 79e                  |
| 87                   | Christophe Riblon (FRA)  | 134e                 |
| 88                   | Sébastien Turgot (FRA)   | 118e                 |

| Belkin BEL | Belkin BEL               | Belkin BEL |
| ---------- | ------------------------ | ---------- |
| Num        | Coureur                  | Pos        |
| 91         | Robert Gesink (NED)      | 5e         |
| 92         | Jetse Bol (NED)*         | 110e       |
| 93         | Lars Boom (NED)          | 56e        |
| 94         | Stef Clement (NED)       | 24e        |
| 95         | Barry Markus (NED)*      | 109e       |
| 96         | Maarten Tjallingii (NED) | 105e       |
| 97         | Jos van Emden (NED)      | 103e       |
| 98         | Robert Wagner (GER)      | 116e       |

| Tinkoff-Saxo TCS | Tinkoff-Saxo TCS               | Tinkoff-Saxo TCS |
| ---------------- | ------------------------------ | ---------------- |
| Num              | Coureur                        | Pos              |
| 101              | Roman Kreuziger (CZE)          | 8e               |
| 102              | Daniele Bennati (ITA)          | 90e              |
| 103              | Manuele Boaro (ITA)            | 65e              |
| 104              | Matti Breschel (DEN)           | 57e              |
| 105              | Christopher Juul Jensen (DEN)* | 113e             |
| 106              | Karsten Kroon (NED)            | 82e              |
| 107              | Michael Mørkøv (DEN) (Route)   | 99e              |
| 108              | Nicolas Roche (IRL)            | 50e              |

| FDJ.fr FDJ | FDJ.fr FDJ               | FDJ.fr FDJ |
| ---------- | ------------------------ | ---------- |
| Num        | Coureur                  | Pos        |
| 111        | Thibaut Pinot (FRA)*     | NP-1       |
| 112        | William Bonnet (FRA)     | 96e        |
| 113        | Nacer Bouhanni (FRA)*    | 100e       |
| 114        | Sébastien Chavanel (FRA) | 133e       |
| 115        | Kenny Elissonde (FRA)*   | 21e        |
| 116        | Murilo Fischer (BRA)     | 106e       |
| 117        | Arnold Jeannesson (FRA)  | 11e        |
| 118        | Laurent Mangel (FRA)     | 75e        |

| NetApp-Endura TNE | NetApp-Endura TNE         | NetApp-Endura TNE |
| ----------------- | ------------------------- | ----------------- |
| Num               | Coureur                   | Pos               |
| 121               | Leopold König (CZE)       | 17e               |
| 122               | Cesare Benedetti (ITA)    | 107e              |
| 123               | Sam Bennett (IRL)*        | 132e              |
| 124               | David de la Cruz (ESP)*   | 23e               |
| 125               | Zakkari Dempster (AUS)    | 77e               |
| 126               | Bartosz Huzarski (POL)    | 40e               |
| 127               | František Padour (CZE)    | 66e               |
| 128               | Andreas Schillinger (GER) | 86e               |

| Orica-GreenEDGE OGE | Orica-GreenEDGE OGE            | Orica-GreenEDGE OGE |
| ------------------- | ------------------------------ | ------------------- |
| Num                 | Coureur                        | Pos                 |
| 131                 | Daryl Impey (RSA)              | 14e                 |
| 132                 | Michael Albasini (SUI)         | 87e                 |
| 133                 | Michael Hepburn (AUS)*         | 121e                |
| 134                 | Leigh Howard (AUS)*            | AB-6                |
| 135                 | Jens Keukeleire (BEL)          | 61e                 |
| 136                 | Cameron Meyer (AUS)            | 43e                 |
| 137                 | Jens Mouris (NED)              | 126e                |
| 138                 | Ivan Santaromita (ITA) (Route) | 18e                 |

| IAM | IAM                     | IAM  |
| --- | ----------------------- | ---- |
| Num | Coureur                 | Pos  |
| 141 | Johann Tschopp (SUI)    | 9e   |
| 142 | Marcel Aregger (SUI)*   | 111e |
| 143 | Martin Elmiger (SUI)    | 59e  |
| 144 | Mathias Frank (SUI)     | 37e  |
| 145 | Heinrich Haussler (AUS) | 76e  |
| 146 | Sébastien Hinault (FRA) | 104e |
| 147 | Kevyn Ista (BEL)        | 127e |
| 148 | Thomas Lövkvist (SWE)   | 15e  |

| Topsport Vlaanderen-Baloise TSV | Topsport Vlaanderen-Baloise TSV | Topsport Vlaanderen-Baloise TSV |
| ------------------------------- | ------------------------------- | ------------------------------- |
| Num                             | Coureur                         | Pos                             |
| 151                             | Thomas Sprengers (BEL)*         | 68e                             |
| 152                             | Pieter Jacobs (BEL)             | 60e                             |
| 153                             | Preben Van Hecke (BEL)          | 67e                             |
| 154                             | Michael Van Staeyen (BEL)       | 119e                            |
| 155                             | Arthur Vanoverberghe (BEL)*     | 62e                             |
| 156                             | Pieter Vanspeybrouck (BEL)      | AB-4                            |
| 157                             | Zico Waeytens (BEL)*            | 35e                             |
| 158                             | Jelle Wallays (BEL)*            | 114e                            |

| Bardiani CSF BAR | Bardiani CSF BAR         | Bardiani CSF BAR |
| ---------------- | ------------------------ | ---------------- |
| Num              | Coureur                  | Pos              |
| 161              | Stefano Locatelli (ITA)* | 38e              |
| 162              | Enrico Battaglin (ITA)*  | 46e              |
| 163              | Nicola Boem (ITA)*       | 120e             |
| 164              | Marco Canola (ITA)       | 71e              |
| 165              | Paolo Colonna (ITA)      | 129e             |
| 166              | Filippo Fortin (ITA)*    | 131e             |
| 167              | Nicola Ruffoni (ITA)*    | AB-6             |
| 168              |                          |                  |

| UnitedHealthcare UHC | UnitedHealthcare UHC     | UnitedHealthcare UHC |
| -------------------- | ------------------------ | -------------------- |
| Num                  | Coureur                  | Pos                  |
| 171                  | Alessandro Bazzana (ITA) | 44e                  |
| 172                  | Marc de Maar (NED)       | 39e                  |
| 173                  | Lucas Euser (USA)        | 58e                  |
| 174                  | Robert Förster (GER)     | 130e                 |
| 175                  | Aldo Ino Ilešič (SLO)    | 136e                 |
| 176                  | Christopher Jones (USA)  | 36e                  |
| 177                  | Martijn Maaskant (NED)   | 102e                 |
| 178                  | John Murphy (USA)        | 135e                 |